# Ложный свод
Ложный свод — приём кладки в архитектуре, при котором образуется подобие сужающегося, сводчатого потолка.

## Отличие от настоящего свода
В отличие от настоящего свода, впервые появившегося в Древнем Риме, при котором бо́льшая часть камней висит в воздухе, подпираемая соседними и замыкаемая замковым камнем наверху, в ложном своде все камни кладки лежат друг на друге, слоями, так, что их центры тяжести не выходят за пределы вертикальной проекции кладки. То есть в ложном своде исключён риск общего обрушения при извлечении или разрушении любого из камней.
Ложный свод в отличие от настоящего не даёт бокового распора.

## История

### Средиземноморье
Самые ранние ступенчатые своды находятся в погребальной камере пирамиды Снофру в Медуме и в Большой галерее пирамиды Хеопса. В Среднем царстве такими крышами часто перекрывали мастабы, в Новом царстве по этому принципу сооружали ложные арки, хотя количество ступенчатых сводов в этот период сильно уступает их числу в эпоху Древнего царства.
Ложный свод встречается в подземных склепах культур Средиземноморья, например в сирийском древнем городе Эбла, в израильских Тель-Хацор и Мегиддо.
Строительная техника возведения ложных сводов хеттов и микенцев имеет схожие черты, причём сооружения хеттов возведены на 300 лет раньше микенских. Главным примером построек с ложным сводом в Микенах является толосовое захоронение Сокровищница Атрея. Мост Аркадико в Греции считается самым древним из сохранившихся арочных мостов в мире (около 1300—1200 годы до н. э.) и являлся частью военной дороги, пригодной для колесничих, между городами Тиринф и Эпидавр. У Элефтернского моста на острове Крит нетипичная ширина пролёта — 4 м.

### Россия
В России ложный свод можно наблюдать, например, в Царском кургане  в Керчи.

### Мезоамерика
Ложный свод встречается во многих городах майя, в постройках предклассической эры. К началу классической эры (ок. 250 год н. э.) ложный свод становится практически повсеместным элементом конструкций Петенского бассейна.

### Юго-Восточная Азия
В индийском штате Орисса храмы в Бхубанешваре построены с ложными сводами. Эта техника до индо-исламской архитектуры использовалась в постройке храма Муктешвара (ок. 950 год н. э.) и не претерпела с тех пор радикальных изменений.
Ложный свод использовался в храмах Индонезии в VIII—XV веках. Яркий пример: Боробудур с характерным T-образным замковым камнем наверху.

Все строения Ангкора IX—XII веков используют ложный свод.
- Хаттуса, Анатолия, Турция
- Захоронение Сокровищница Атрея в Микенах
- Элефтернский мост на острове Крит
- Нураг Санту-Антина, Сардиния
- Майяская постройка в Ушмале
- Мишон, Вьетнам

## Техника постройки
Такие крыши создавались следующим образом: после того как стены камеры или коридора достигали нужной высоты, каждый последующий слой камня или кирпичей укладывался с таким расчетом, чтобы он слегка выступал над предыдущим. Работу заканчивали, когда противоположные концы кладки соединялись друг с другом или между ними оставалось расстояние, которое можно было легко перекрыть одним блоком.
- Принцип строительства